# Erica obtusata
Erica obtusata är en ljungväxtart som beskrevs av Johann Friedrich Klotzsch och George Bentham. Erica obtusata ingår i släktet klockljungssläktet, och familjen ljungväxter. Inga underarter finns listade i Catalogue of Life.